# 玛丽安娜 (佛罗里达州)
玛丽安娜（英語：Marianna），是美国佛罗里达州傑克遜縣下属的一座城市。建立于1825年。面积约为20.9平方公里（约合8平方英里）。根据2010年美国人口普查，该市有人口6,102人。论人口在本州排行第197。